# Giovanni Campolo
Giovanni Campolo o Campulo, in siciliano Johanni Campulu (Messina, ... – ...; fl. 1302-1320) è stato un traduttore e religioso italiano.

## Biografia
Era un frate minore messinese che tradusse, su incarico di Eleonora d'Angiò, dal latino al siciliano (tra il 1315 o posteriore al 1322) il Dialogo di San Gregorio (il titolo originale è Lu libru de lu dialogu de Sanctu Gregoriu), il cui testo viene ampiamente considerato un'opera di grande valore linguistico in quanto è stato scritto nel volgare siculo dell'epoca.